# 妙正寺 (金沢市)

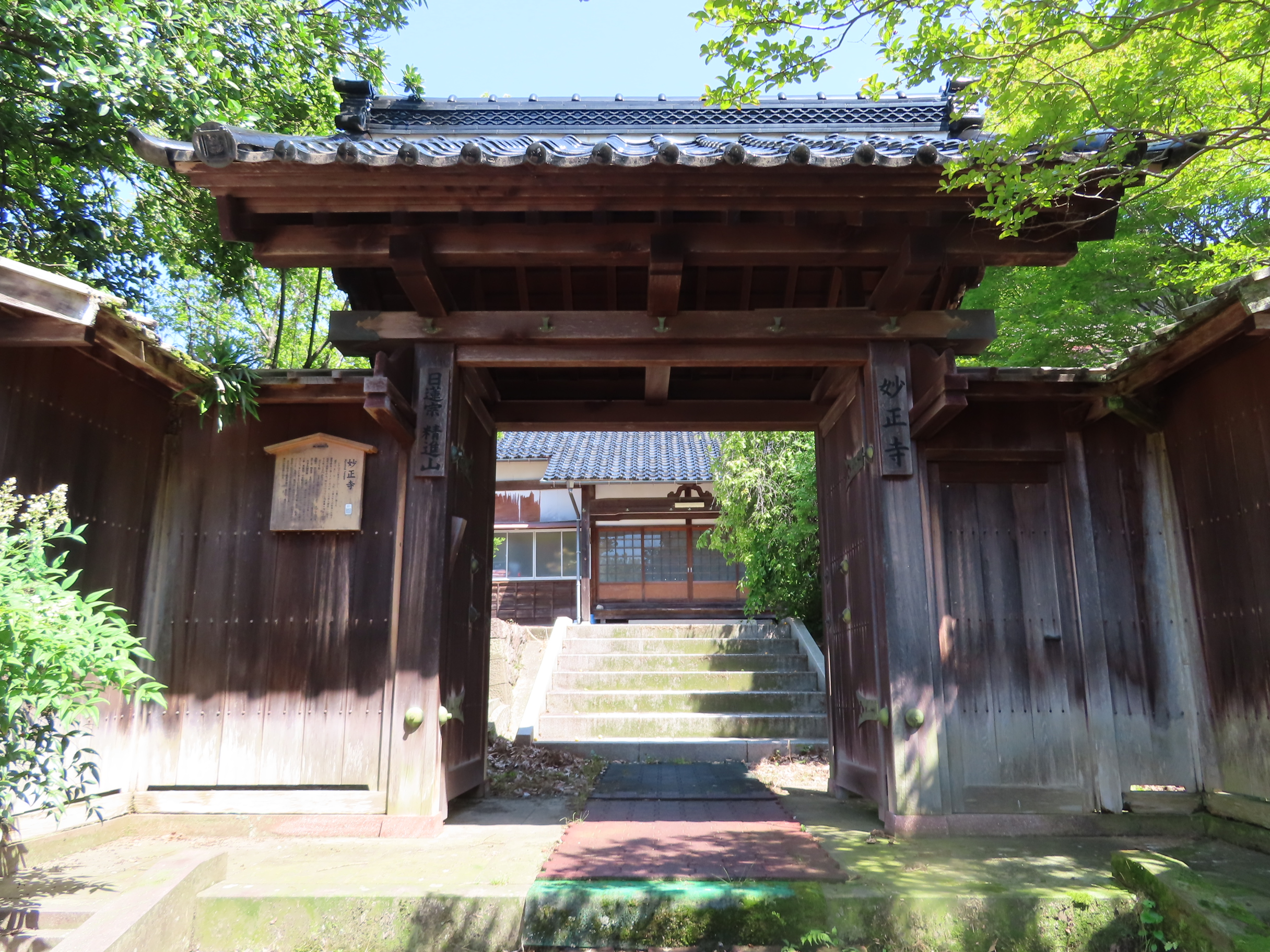
山門。

妙正寺（みょうしょうじ）は、石川県金沢市東山にある日蓮宗の寺院。山号は精進山。旧本山は滝谷妙成寺、勇師法縁。唐金立像釈尊像を祀る。

## 歴史
- 永仁2年（1294年）日像菩薩が大野村の邸で法談し邸を寺に改め寺号と題目本尊を授けた。永仁4年（1296年）堂宇を建立し尚玄を開山とした。天正年間（1573年－1593年）に兵火で焼失。元和元年（1615年）日条によって現在地に移転し、加賀藩主前田斉泰（13代）生母の小野木八百子姫（栄操院）の祈願所として保護を受けた。

## 参考資料
- 日蓮宗寺院大鑑編集委員会『宗祖第七百遠忌記念出版 日蓮宗寺院大鑑』大本山池上本門寺 (1981年) P.649参照